# حنا بولاك
حنا بولاك (بالبولندية: Hanna Polak)‏ هي منتجة أفلام ومخرجة بولندية، ولدت في 1967 في كاتوفيتسه في بولندا.

## وصلات خارجية
- الموقع الرسمي
- حنا بولاك على موقع IMDb (الإنجليزية)
- حنا بولاك على موقع ألو سيني (الفرنسية)
- حنا بولاك على موقع أول موفي (الإنجليزية)
- حنا بولاك على موقع قاعدة بيانات الفيلم (الإنجليزية)
- حنا بولاك على موقع كينوبويسك (الروسية)